# Знамя (Минская область)
Зна́мя (бел. Знамя) — деревня в Слуцком районе Минской области Беларуси. Административный центр Знаменского сельсовета.

## История
До 1964 года деревня называлась Старцевичи (белор. Старцавічы). Относилась к Середняковскому сельскому совету Слуцкого района.
Тут селились бедные люди, некоторые из них ходили просить милостыню. И их называли нищими или старцами, а место, где они поселились Старцевичами.
В 1886 году в деревне 64 двора, рынок, 616 жителей, в начале XX в. 139 дворов, 889 жителей. На 1 января 1998 года 261 двор, 641 житель.
В 1914 году была открыта земская школа.
В деревне установлен памятник землякам, которые погибли во время Великой Отечественной войны.

## Инфраструктура
- Сельский исполком
- Знаменская сельская библиотека-филиал № 9 сети публичных библиотек Слуцкого района .
- Магазины: Родный Кут, Как Сыр в Масле, Верас.
- Ясли-сад
- Средняя общеобразовательная школа
- Отделение почтовой связи «Знамя»
- Отделение № 39 филиала № 615 АСБ «Беларусбанк»

## Известные уроженцы
- Борисовец, Константин Федорович — белорусский ученый-экономист, доктор экономических наук, профессор, Заслуженный работник сельского хозяйства Беларуси[3]
- Волосович, Константин Адамович (1869-1919) — белорусский природовед, геолог, географ и химик.[4]
- Дасаева Татьяна Николаевна — заведующая кафедрой зарубежной журналистики и литературы БГУ, доктор филологических наук, профессор.
- Мисько, Павел Андреевич (1931 — 2011) — белорусский писатель, поэт, публицист, переводчик, драматург.
- Протасеня, Иван Михайлович (1931) — белорусский художник.[5]

## Транспорт
Доехать со Слуцка до деревни можно на автобусах:

203с — Слуцк АВ — Шаловичи
Или пригородным поездом Слуцк-Барановичи-Слуцк до о.п. Середняки